# Billboard Music Award for Top Song Sales Artist
Die Billboard Music Award for Top Songs Sales Artist wurden erstmals bei den Billboard Music Awards 2016 vergeben. The Weeknd wurde als Erster ausgezeichnet. Drake wurde als einziger Künstler zweimal ausgezeichnet, zusammen mit Post Malone und The Weeknd wurde er auch am häufigsten nominiert. BTS ist die erste Gruppe und zugleich der bisher einzige Kandidat aus Korea, der den Award gewonnen hat.

## Gewinner und Nominierte
| Jahr | Gewinner   | Nominierte                                                                       | Ref.  |
| ---- | ---------- | -------------------------------------------------------------------------------- | ----- |
| 2016 | The Weeknd | - Adele - Justin Bieber - Drake - Fetty Wap                                      | [ 1 ] |
| 2017 | Drake      | - The Chainsmokers - Prince - Justin Timberlake - Twenty One Pilots - The Weeknd | [ 2 ] |
| 2018 | Ed Sheeran | - Imagine Dragons - Kendrick Lamar - Bruno Mars - Post Malone                    | [ 3 ] |
| 2019 | Drake      | - Ariana Grande - Imagine Dragons - Lady Gaga - Post Malone                      | [ 4 ] |
| 2020 | Lizzo      | - Billie Eilish - Lil Nas X - Post Malone - Taylor Swift                         | [ 5 ] |
| 2021 | BTS        | - Justin Bieber - Megan Thee Stallion - Morgan Wallen - The Weeknd               | [ 6 ] |
| 2022 | BTS        | - Adele - Walker Hayes - Dua Lipa - Ed Sheeran                                   | [ 7 ] |

## Mehrfachnominierungen und -gewinner

### Mehrfachgewinner
2 Siege
- Drake
- BTS

### Mehrfachnominierungen
3 Nominierungen
- Drake
- Post Malone
- The Weeknd

2 Nominierungen
- Justin Bieber
- Imagine Dragons
- Adele